# Apogon atradorsatus
Apogon atradorsatus е вид лъчеперка от семейство Apogonidae. Видът е незастрашен от изчезване.

## Разпространение и местообитание
Разпространен е в Еквадор, Колумбия и Коста Рика.
Среща се на дълбочина от 1 до 40 m, при температура на водата от 20,7 до 27,5 °C и соленост 33 – 34,6 ‰.

## Описание
На дължина достигат до 8,9 cm.